# Yeniceoba

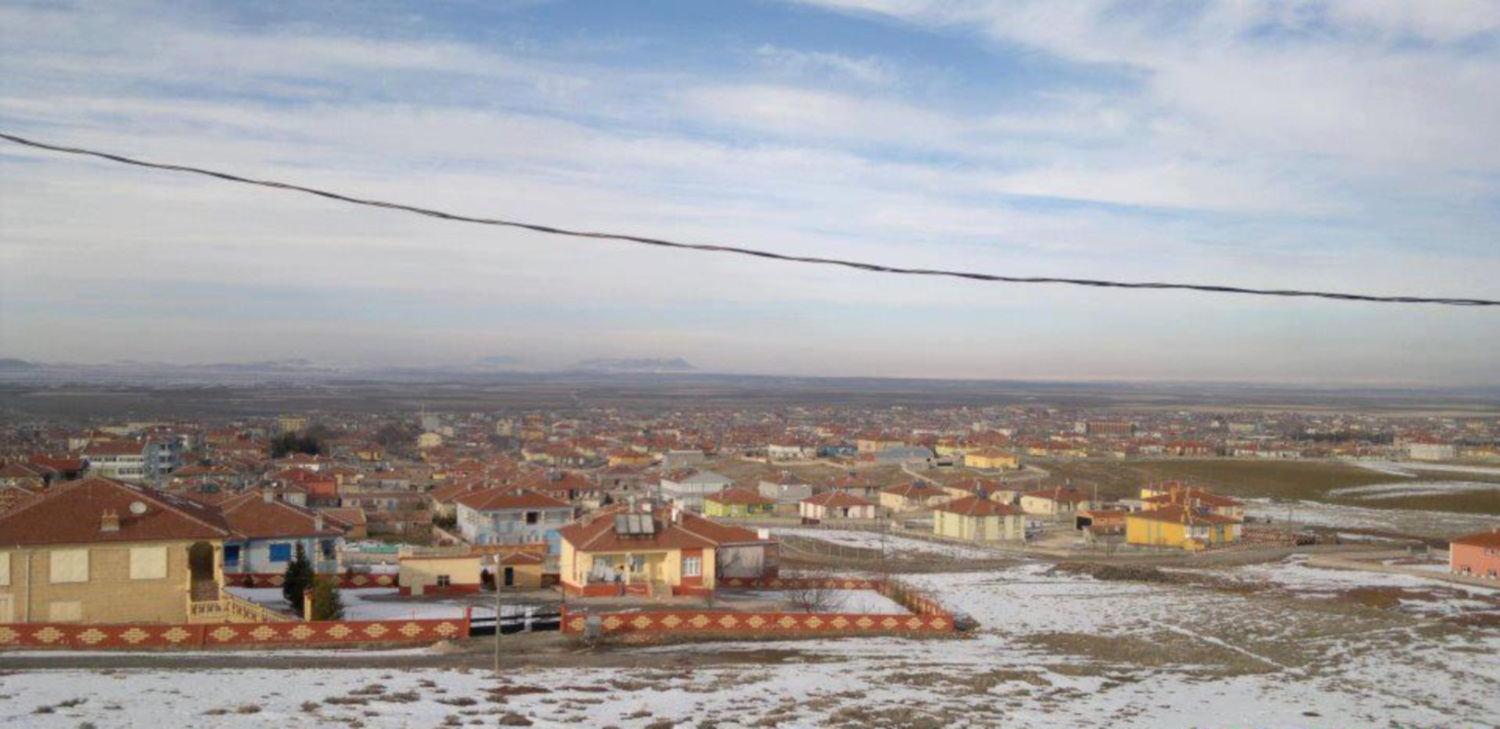
Yeniceoba

Yeniceoba (kurdisch: Încow) ist eine Gemeinde im Landkreis Cihanbeyli der türkischen Provinz Konya. Die Bevölkerungszahl betrug Ende 2012 6872 Einwohner. Die Entfernung von Yeniceoba nach Cihanbeyli beträgt 30 Kilometer und 130 Kilometer zur Provinzhauptstadt Konya.
Das Verwaltungsgebiet von Yeniceoba gliedert sich in drei Stadtteile, Eski Mahallesi, Ulucami Mahallesi und Yenice Mahallesi, die jeweils von einem Muhtar verwaltet werden.

## Persönlichkeiten
- Musa Kart, Karikaturist